# Phanaeus halffterorum
Phanaeus halffterorum es una especie de escarabajo del género Phanaeus, familia Scarabaeidae. Fue descrita científicamente por Edmonds en 1979.
Se distribuye por México. Se ha registrado a elevaciones de 2360 metros. Se le considera una especie micetófaga.